# Lista episoadelor din Sunt în formație
Sunt în formație este un serial care rulează la Disney XD Statele Unite și este preluat și în alte țări de posturi de televiziune asociate acestuia.

## Sumar
Notă: Ordinea următoarelor episoade este scrisă în funcție de ordinea difuzării din Statele Unite ale Americii, care are mici diferențe față de ordinea difuzării în alte țări.

| Sezon | Episoade | Primul episod | Ultimul episod    |
| ----- | -------- | ------------- | ----------------- |
| 1     | 20 / 21  | 17 iulie 2010 | 6 august 2011     |
| 2     | 21 / 21  | 5 iulie 2011  | 17 decembrie 2012 |

## Sezonul 1: 2009-2010
- Logan Miller, Stephen Full, Greg Baker și Steve Valentine sunt prezenți în toate episoadele
- Caitlyn Taylor Love este absentă în zece episoade

| # | # / Sezon | Titlu                                                     | Regizat de     | Scris de                        | Premieră Originală | Premieră, România | Cod |
| --- | --------- | --------------------------------------------------------- | -------------- | ------------------------------- | ------------------ | ----------------- | --- |
| 1 | 1         | „Nevăstuici în casă” „Weasels in the House”               | Shelley Jensen | Michael B. Kaplan Ron Rappaport | 27 noiembrie 2009  | 17 iulie 2010     | 101 |
| Tripp obține cu ei o întâlnire cu formația la el acasă dar nu este în formație deoarece Derek zice că este ridicol să cânte un copil în formație dar au cântat la școala lui și s-au hotărât să fie în formație. Melodii: "Pull My Finger", "Weasel Rock You" |           |                                                           |                |                                 |                    |                   |     |
| 2 | 2         | „Vreau sa lovesc chestii” „I Wanna Punch Stuff”           | Adam Weissman  | Eric Friedman                   | 18 ianuarie 2010   | 18 iulie 2010     | 106 |
| După ce Tripp este părăsit de Lana,o fată frumoasă în clasă cu el,el scoate chitara și scrie un cântec numindu-se "Vreau să lovesc chestii". Melodii: "I Wanna Punch Stuff" |           |                                                           |                |                                 |                    |                   |     |
| 3 | -         | „Pălmuind nevăstuica” „Slap Goes the Weasel”              | Gerry Cohen    | Denise Stasichin                | 25 ianuarie 2010   | -                 | 105 |
| Reputația nevăstuicii de oțel este compromisă când Tripp uploadează un video cu semnătura formației "Weasel Slap",și totul sfârșește prin durerea fanilor ei încercând să plece. Melodii: "Our Friend" |           |                                                           |                |                                 |                    |                   |     |
| 4 | 3         | „Enervanta Arlene” „Annoying Arlene”                      | Shelley Jensen | Ron Rappaport                   | 1 februarie 2010   | 25 iulie 2010     | 102 |
| Tripp află despre enervanta lui colegă de clasă, Arlene Roca și tatăl ei este Barry Roca, un faimos recorder producător.El vorbește cu ea pentru a-i da un cd demo al nevăstuicii de oțel pentru tatăl ei,dar își dă seama ca este un cântec numit "Enervanta Arlene" pe ea,care Tripp îl înregistrase pentru al testa pentru formație. Melodii: "I'll Never Learn" |           |                                                           |                |                                 |                    |                   |     |
| 5 | 4         | „N-avem Ore” „Got No Class”                               | Shelley Jensen | Rick Nyholm                     | 8 februarie 2010   | 31 iulie 2010     | 110 |
| Tripp și formația scot un nou videoclip în această școală numindu-se, "N-avem Ore", și s-au deghizat gata de a pune un plan,în cazul în care Principalul Strickland vine să-i găsească.Formația îi spune lui Ash să vorbească cu Principalul Strickland să încerce ca măturător deghizare de literalmente,așa că el părăsește formația și decide să devină măturător.Acum,Tripp,Derek și Burger au nevoie disperat de a-l face pe Ash să revină în formație. Melodii: "Got No Class" |           |                                                           |                |                                 |                    |                   |     |
| 6 | 5         | „Cat-Astrofa” „Cat-Astrophe”                              | Shelley Jensen | Michael B. Kaplan               | 15 februarie 2010  | 7 august 2010     | 103 |
| Arlene invită pe Tripp și formația la ceremonia de deces a lui Hip Hop.Formația este încântată la culme pentru oportunitatea de a-l impresiona pe tatăl lui Arlene un producător de industrie muzicală cu piesa rock 'n' roll "Pretty Bitter", și celebrează decesul lui Hip Hop muzica și resuscitare din rock 'n' roll.Din păcate,Hip Hop dovedește că urmează să devină o pisică și ei repede realizează că sunt la o înmormântare și nu la o petrecere.După aceea peștele lui Ash moare electrocutat.Tripp este foarte mândru de a-i prezenta lui Ash un nou pește,din păcate și acesta este electrocutat. Melodii: "Pretty Bitter" , "Kitty Litter" |           |                                                           |                |                                 |                    |                   |     |
| 7 | 6         | „Săritura Mortală” „Flip of Doom”                         | Shelley Jensen | Richard Gurman                  | 22 februarie 2010  | 14 august 2010    | 109 |
| Nevăstuica de oțel concurează la o emisiune numită "Rock Off" împotriva campionilor "Rechinii de diamant". Între timp Tripp este îngrijorat că trupa nu va putea face celebra cascadorie Săritura Mortală. Fetele de la rechinii de diamant încearcă să le distragă atenția și să le saboteze șansele de victorie. Melodii: "Pull My Finger" |           |                                                           |                |                                 |                    |                   |     |
| 8 | 7         | „Două Petreceri” „Birthdazed”                             | Shelley Jensen | Richard Gurman                  | 22 februarie 2010  | 21 august 2010    | 108 |
| Ziua de naștere a lui Tripp sosește, iar mama lui și Nevastuica de Oțel doresc să-i organizeze o petrecere în aceeași zi. Mama lui vrea să-i organizeze o petrecere pentru copii, iar trupa una de rockeri. El nu vrea să supere pe nimeni, așa că merge de la o petrecere la alta. În final toată lumea află iar mama lui Tripp îl lasă să aibă tot ceea ce îșî dorește. Trupa scrie un cântec de dragoste pentru Tripp și mama lui. |           |                                                           |                |                                 |                    |                   |     |
| 9 | 8         | „Bătrânii sunt super” „Geezer rock”                       | Rich Correll   | Ron Rappaport                   | 15 martie 2010     | 28 august 2010    | 113 |
| Nevăstuica de oțel decide să înregistreze un cântec pentru azilul bunicii lui Tripp, dar trupa cheltuie banii pentru cântec pentru o excursie de scufundări. Melodii : I Wanna Punch Stuff |           |                                                           |                |                                 |                    |                   |     |
| 10 | 13        | „Păienjeni, șerpi și clovni” „Spiders, Snakes and Clowns” | Paul Lazarus   | Ryan Levin                      | 29 martie 2010     | 30 octombrie 2010 | 107 |
| Tripp și Nevăstuica de Oțel i-au parte la un film numit "Păianjeni, șerpi și clovni". Din păcate trupa este prea speriată pentru a juca. Lui Burger îi este frică de păianjeni, lui Derek de șerpi și lui Ash de clovni. Izzy încearcă să-l convingă pe regizor să o bage pe ea în film. Melodii : Spiders, Snakes, Clowns Invitat special : Khary Payton ca Kaz Ridley |           |                                                           |                |                                 |                    |                   |     |
| 11 | 14        | „Tripp magicianul” „Magic Tripp”                          | Adam Weissman  | Michael B. Kaplan               | 28 iunie 2010      | 08 ianuarie 2011  | 111 |
| Tripp îl convinge pe fostul manager al Nevăstuicii de Oțel Vic Bleylock să se întâlnească la cina și să îi reprezinte din nou. Totul merge bine până când Derek află că Tripp, Burger și Ash i-au distrus motocicleta și încep să se certe. În final, când motocicleta este reparată și Tripp își cere scuze pentru ce s-a întâmplat, Bleylock acceptă să fie manager-ul Nevăstuicii de Oțel din nou. Cântece : "Face Down in a Plate of Nachos" |           |                                                           |                |                                 |                    |                   |     |
| 12 | 9         | „Ce s-a intamplat?” „What Happened?”                      | Shelley Jensen | Ryan Levin                      | 5 iulie 2010       | 2 octombrie 2010  | 115 |
| O serie de evenimente nefericite au loc și distrug concertul Nevăstuicii de Oțel. Dubița nu mai merge, iar pe autostradă o femeie însărcinată pe nume Iris care pretinde a fi cel mai mare fan al Nevăstuicii naște cu ajutorul lui Derek. În mod constant, Burger se lovește cu vaza înțepenită pe mână să strângă și de fiecare dată leșină. Melodii : Rock Hard or Go Home |           |                                                           |                |                                 |                    |                   |     |
| 13 | 11        | „Turneul” „Road Tripp”                                    | Rich Correll   | Rick Nyholm                     | 12 iulie 2010      | 16 octombrie 2010 | 104 |
| Tripp organizează un turneu muzical pentru Nevăstuica de Oțel dar spațiul înghesuit din dubiță îi enervează pe Derek, Burger și Ash și distruge concertele. Melodii : "Band Van" |           |                                                           |                |                                 |                    |                   |     |
| 14 | 10        | „Saptamana farselor” „Prank Week”                         | Shelley Jensen | Shelley Jensen                  | 19 iulie 2010      | 9 octombrie 2010  | 117 |
| Tripp se răzbună pe Derek, Ash și Burger deoarece aceștia îl fac să-și dea pantalonii jos în fața tuturor elevilor. Între timp, Ernesto evadează din închisoare și vine să se răzbune pe Nevăstuica de Oțel, iar Izzy încearcă să-i facă o farsă lui Tripp. |           |                                                           |                |                                 |                    |                   |     |
| 15 | 15        | „Sacii de bani” „Money Bags”                              | Shelley Jensen | Rick Nyholm                     | 26 iulie 2010      | 22 ianuarie 2011  | 116 |
| 16 | 16        | „Chitaristul” „Bleed Guitarist”                           | Shelley Jensen | Ron Rappaport                   | 23 august 2010     | 2 aprilie 2011    | 120 |
| 17 | 24        | „Nevăstuici Pe Punte” „Weaseals on deck”                  | Shelly Jensen  | Michael B. Kaplan               | 11 octombrie 2010  | 6 august 2011     | 204 |
| Nota:Acest episod este o dublă-încrucișare cu O viață minunată pe punte Invitați speciali:Dylan Sprouse și Cole Sprouse ca Cody Martin și Zack Martin, Phill Lewis ca Mr.Moseby |           |                                                           |                |                                 |                    |                   |     |
| 18 | 19        | „Izzy va cânta?” „Izzy gonna sing?”                       | Shelley Jensen | Michael B. Kaplan               | 18 octombrie 2010  | 21 aprilie 2011   | 119 |
| 19 | 12        | „Nevăstuici vs. Roboți” „Weasels vs. Robots”              | Shelley Jensen | Michael B. Kaplan               | 25 octombrie 2010  | 23 octombrie 2010 | 111 |
| Trupa îl însoțește pe Tripp la Festivalul Carierei de la școală și îi fură premiul lui Jared, făcându-l pe Tripp sa aleagă între trupă și prietenia cu Jared. Melodii : Band Van |           |                                                           |                |                                 |                    |                   |     |
| 20 | 18        | „Emisiunea Metal Rock Time” „Happy Fun Metal Rock Time”   | Rich Correll   | Shawn Thomas                    | 1 noiembrie 2010   | 12 aprilie 2011   | 114 |
| 21 | 17        | „Ultima apariție a Nevăstuicii” „Last Weasel Standing”    | Shelley Jensen | Denise Stasichin                | 8 noiembrie 2010   | 3 aprilie 2011    | 118 |

## Sezonul 2: 2011-2012
- Logan Miller, Stephen Full, Greg Baker și Steve Valentine sunt prezenți în toate episoadele
- Caitlyn Taylor Love este absentă în opt episoade

| # | # / Sezon | Titlu                                                                         | Regizat de       | Scris de                          | Premieră Originală | Premieră, România  | Cod |
| --- | --------- | ----------------------------------------------------------------------------- | ---------------- | --------------------------------- | ------------------ | ------------------ | --- |
| 22 | 20        | „ Am ieșit din fomație(part.1)” „I'm Out of the Band”                         | Shelley Jensen   | Michael B. Kaplan                 | 17 ianuarie 2011   | 5 iulie 2011       | 201 |
| Tripp se alătură unei noi trupe rock Metal Wolf, lăsând pe băieți într-o panică pentru a-l obține înapoi. Derek,Ash și Burger încearcă să atragă pe Tripp înapoi înainte de concertul lui Metal Wolf la Super Bowl. Tripp urât fiind în Metal Wolf și se realătură Iron Weasel, ei apoi fură reflectoarele de lumină și pornesc către Super Bowl în schimb. |           |                                                                               |                  |                                   |                    |                    |     |
| 23 | 21        | „ Am ieșit din fomație( part.2)” „I'm Out of the Band”                        | Shelley Jensen   | Ron Rappaport                     | 17 ianuarie 2011   | 12 iulie 2011      | 202 |
| Invitat special: Jerry Rice Melodie: " Never Turning back " |           |                                                                               |                  |                                   |                    |                    |     |
| 24 | 22        | „ Nevăstuica rock- jocul video” „Iron Weasel: The Video Game”                 | Shelley Jensen   | Eric Friedman                     | 24 ianuarie 2011   | 19 iulie 2011      | 203 |
| Invitat special:G. Hannelius Absent: Caitlyn Taylor Love |           |                                                                               |                  |                                   |                    |                    |     |
| 25 | 25        | „ Transformarea nevăstuicii” „Extreme Weasel Makeover”                        | Joel Zwick       | Richard Gurman                    | 31 ianuarie 2011   | 3 septembrie 2011  | 209 |
| Melodii: "Weasel Rock You", "Monkey Rock You" Absent: Caitlyn Taylor Love |           |                                                                               |                  |                                   |                    |                    |     |
| 26 | 23        | „ Tabăra Nevăstuica rock” „Camp Weasel Rock”                                  | Victor Gonzalez  | Rick Nyholm                       | 7 februarie 2011   | 26 iulie 2011      | 205 |
| 27 | 26        | „ Răzbunarea lui Chucky” „Chucky's Revenge”                                   | Joel Zwick       | David Shayne                      | 28 februarie 2011  | 10 septembrie 2011 | 210 |
| Melodie: Get Away From Me Absent: Caitlyn Taylor Love |           |                                                                               |                  |                                   |                    |                    |     |
| 28 | 27        | „Incendiul” „Burning Down the House”                                          | Victor Gonzalez  | Ron Rappaport                     | 7 martie 2011      | 24 septembrie 2011 | 206 |
| Absent: Caitlyn Taylor Love |           |                                                                               |                  |                                   |                    |                    |     |
| 29 | 29        | „Cine a făcut-o?” „Who Dunnit?”                                               | Victor Gonzalez  | Steve Jarczak & Shawn Thomas      | 14 martie 2011     | 11 noiembrie 2011  | 212 |
| 30 | 30        | „ Yo de la casa mea” „Yo, Check My House”                                     | Steve Zuckerman  | Eric Friedman                     | 21 martie 2011     | 18 noiembrie 2011  | 218 |
| Absent: Caitlyn Taylor Love Invitați speciali: Preston Jones si James Hong |           |                                                                               |                  |                                   |                    |                    |     |
| 31 | 28        | „Nevăstuica hoață” „Grand Theft Weasel”                                       | Steve Valentine  | Ryan Levin                        | 28 martie 2011     | 16 octombrie 2011  | 211 |
| 32 | 31        | „ Nu te întâlnii cu fiica directorului” „Don't Date the Principal's Daughter” | Paul Lazarus     | Eric Friedman                     | 4 aprilie 2011     | 25 noiembrie 2011  | 207 |
| Absent: Caitlyn Taylor Love |           |                                                                               |                  |                                   |                    |                    |     |
| 33 | 36        | „Nevăstuici în aer” „Weasels on a Plane”                                      | Shelley Jensen   | Ryan Levin                        | 13 iunie 2011      | 15 martie 2012     | 215 |
| Absent: Caitlyn Taylor Love |           |                                                                               |                  |                                   |                    |                    |     |
| 34 | 40        | „Stăpânul nevăstuicilor” „Lord of the Weasels”                                | Victor Gonzalez  | Steve Jarczak & Shawn Thomas      | 20 iunie 2011      | 7 septembrie 2012  | 220 |
| 35 | 32        | „ Președintele școlii” „Weaselgate”                                           | Sean Mulcahy     | Rick Nyholm                       | 27 iunie 2011      | 4 ianuarie 2012    | 208 |
| 36 | 39        | „Săptămâna farselor 2” „Prank week 2”                                         | Victor Gonzalez  | Ron Rappaport                     | 1 august 2011      | 7 septembrie 2012  | 219 |
| 37 | 35        | „ Jocuri dureroase” „Pain games”                                              | Eric Dean Seaton | Rick Nyholm                       | 8 august 2011      | 14 martie 2012     | 214 |
| 38 | 37        | „ Nevăstuica rock merge la școală” „Iron Weasel Gets Schooled”                | Shelley Jensen   | Regina Hicks                      | 15 august 2011     | 4 septembrie 2012  | 216 |
| 39 | 38        | „Tutorii lui Tripp” „Kicked Out for Band Behavior”                            | Victor Gonzalez  | Michael B. Kaplan & Ron Rappaport | 26 septembrie 2011 | 5 septembrie 2012  | 217 |
| 40 | 34        | „Nevăstuica rock versus mini nevăstuica rock” „Iron Weasel vs. Mini Weasel”   | Victor Gonzalez  | David Shayne                      | 3 octombrie 2011   | 13 martie 2012     | 221 |
| 41 | 33        | „Trippnotizat” „Trippnotized”                                                 | Shelley Jensen   | Richard Gurman                    | 7 decembrie 2011   | 17 ianuarie 2012   | 213 |
| 42 | 41        | „ Căutătorii tatălui pierdut” „Raiders of the Lost Dad”                       | Victor Gonzalez  | Michael B. Kaplan & Ron Rappaport | 9 decembrie 2011   | 17 decembrie 2012  | 222 |